# Franz Schroedter
Friedrich Franz Herbert Schroedter (* 9. Mai 1897 in Berlin; † 14. November 1968 in Hamburg) war ein deutscher Filmarchitekt, Filmfirmenmanager, Dokumentarfilmregisseur und -produzent.

## Leben
Der Sohn eines Buchbindermeisters hatte nach dem Besuch des Luisengymnasiums in seiner Heimatstadt Berlin die Bau- und Kunstgewerbeschule besucht und stieß kurz nach dem Ende seiner Ausbildung 1919 als Assistent von Willi A. Herrmann zum Film (bei Die Geächteten). Bereits im Jahr darauf begann er selbständig Filmbauten zu entwerfen, zunächst durchgehend Dekorationen für zweitrangige Werke.
Seit 1925 kooperierte Franz Schroedter eng mit der Produktionsfirma des Regisseurs Carl Froelich. Es wurde eine Zusammenarbeit, die sich über drei Dutzend Inszenierungen erstreckte und bis Kriegsausbruch 1939 andauern sollte. Zu Beginn des Tonfilms entwarf Schroedter außerdem die Kulissen zu mehreren Arbeiten Richard Oswalds. Schroedter war einer der meistbeschäftigten, künstlerisch bis dahin jedoch nicht allzu sehr geforderten Szenenbildner des deutschen Films, als er 1940 von der Tobis zu zwei prestigeträchtigen Großproduktionen, Friedrich Schiller – Der Triumph eines Genies und Ohm Krüger, herangezogen wurde.
Im selben Jahr bestellte die Tobis-Leitung ihn zum Technischen Direktor der Firma. Schroedter beendete seine Architektenlaufbahn und rückte in den Vorstand auf. Bei Kriegsende 1945 war Schroedter zunächst beschäftigungslos, erst 1949 konnte er wieder als Filmarchitekt arbeiten. Bis 1953 widmete er sich erneut dem Entwurf von Filmbauten, danach arbeitete er vor allem als Geschäftsführer und Kommanditist der eigenen Firma ‘Franz Schroedter Studios’, die sich auf die Herstellung von (meist kurzen) Dokumentarfilmen konzentrierte. Bei diesen Werken zeichnete Franz Schroedter auch als Regisseur verantwortlich.
Der nach dem Krieg in Hamburg-Nienstedten lebende Schroedter war von 1921 bis 1922 mit Margot Danziger und in zweiter Ehe seit 1923 mit dem Stummfilmstar Esther Carena verheiratet.

## Filmografie

### Als Filmarchitekt (Auswahl)
- 1920: Das Mädchen aus der Ackerstraße, 2. Teil
- 1920: Der Plan der Drei
- 1920: Der Unerkannte
- 1921: Der Herr der Bestien
- 1921: Der wandernde Koffer
- 1921: Die Schuldige
- 1921: Die Silbermöve
- 1922: Die Tigerin
- 1922: Im Glutrausch der Sinne
- 1922: Die Liebeslaube
- 1922: Der Heiratsschwindler
- 1923: Im Schatten der Moschee
- 1924: Windstärke 9
- 1924: Die Puppe vom Lunapark
- 1924: Die Stimme des Herzens
- 1925: Die Blumenfrau vom Potsdamer Platz
- 1925: Kammermusik
- 1925: Das Abenteuer der Sybille Brant
- 1925: Die Moral der Gasse
- 1925: Tragödie
- 1925: Elegantes Pack
- 1926: Wehe, wenn sie losgelassen
- 1926: Rosen aus dem Süden
- 1926: Die Flammen lügen
- 1926: Nur eine Tänzerin (Bara en danserska)
- 1926: Die Insel der verbotenen Küsse
- 1927: Meine Tante – Deine Tante
- 1927: Violantha
- 1927: Die große Pause
- 1927: Die Hose
- 1927: Die indiskrete Frau
- 1927: Pique Dame
- 1927: U 9 Weddigen
- 1928: Charlott etwas verrückt
- 1928: Angst
- 1928: Liebe und Diebe
- 1928: Lockendes Gift
- 1928: Lotte
- 1928: Quartier Latin
- 1928: Ein Mädel und drei Clowns
- 1928: Zuflucht
- 1929: Nachtgestalten
- 1929: Das Schiff der verlorenen Menschen
- 1929: Ehe in Not
- 1929: Die seltsame Vergangenheit der Thea Carter
- 1929: Die Herrin und ihr Knecht
- 1929: Die Nacht gehört uns
- 1930: Der Detektiv des Kaisers
- 1930: Cyankali
- 1930: Brand in der Oper
- 1930: Kohlhiesels Töchter
- 1930: Dreyfus
- 1930: Alraune
- 1930: 1914, die letzten Tage vor dem Weltbrand
- 1930: Wien, du Stadt der Lieder
- 1930: Die zärtlichen Verwandten
- 1930: Hans in allen Gassen
- 1931: Arm wie eine Kirchenmaus
- 1931: Elisabeth von Österreich
- 1931: Viktoria und ihr Husar
- 1931: 24 Stunden aus dem Leben einer Frau
- 1931: Mein Leopold
- 1931: Der Hauptmann von Köpenick
- 1931: Luise, Königin von Preußen
- 1931: Schuberts Frühlingstraum
- 1932: Unheimliche Geschichten
- 1932: Gitta entdeckt ihr Herz
- 1932: Flucht nach Nizza
- 1932: Gräfin Mariza
- 1932: Der Choral von Leuthen
- 1933: Ganovenehre
- 1933: Die Blume von Hawaii
- 1933: Ein Lied geht um die Welt
- 1933: Heimkehr ins Glück
- 1933: Der Zarewitsch
- 1934: Volldampf voraus!
- 1933: Die Finanzen des Großherzogs
- 1934: Mutter und Kind
- 1934: Frühlingsmärchen
- 1934: Charleys Tante
- 1934: Krach um Jolanthe
- 1934: Heinz im Mond
- 1934: Oberwachtmeister Schwenke
- 1935: Liselotte von der Pfalz
- 1935: Ich war Jack Mortimer
- 1935: Der Ammenkönig
- 1935: Traumulus
- 1936: Das Schönheitsfleckchen
- 1936: Wenn wir alle Engel wären
- 1936: Truxa
- 1937: Die ganz großen Torheiten
- 1937: Gabriele eins, zwei, drei
- 1937: Die Umwege des schönen Karl
- 1938: Heimat
- 1938: Die 4 Gesellen
- 1939: Es war eine rauschende Ballnacht
- 1939: Sommer, Sonne, Erika
- 1940: Friedrich Schiller – Der Triumph eines Genies
- 1940: Ohm Krüger
- 1949: Der Bagnosträfling
- 1949: Dreizehn unter einem Hut
- 1950: Die Lüge
- 1950: Taxi-Kitty
- 1950: Der Fall Rabanser
- 1950: Die Sünderin
- 1950: Melodie des Schicksals
- 1951: Professor Nachtfalter
- 1951: Der Verlorene
- 1951: Es geschehen noch Wunder
- 1951: Hilfe, ich bin unsichtbar!
- 1952: Der fröhliche Weinberg
- 1952: Königin der Arena
- 1952: Knall und Fall als Hochstapler
- 1952: Heimweh nach Dir
- 1953: Südliche Nächte

### Dokumentarfilme als Produzent und Regisseur
- 1953: Aus eigener Kraft
- 1957: Straßen der Vernunft (Kurzfilm)
- 1958: Heute für Morgen (Kurzfilm)
- 1960: Landwirtschaftlicher gehilfe gesucht (Kurzfilm)
- 1964: Theatrum Machinarum oder Die neue Maschinenkunst (Kurzfilm)
- 1966: Auf den Punkt genau (Kurzfilm)